# Terry Ryan (baseball)
Pour les articles homonymes, voir Ryan et Terry Ryan.
Terry Ryan (né le 26 octobre 1953 à Janesville, Wisconsin, États-Unis) est le directeur-gérant des Twins du Minnesota, un club de la Ligue majeure de baseball. Il occupe ce poste depuis novembre 2011 après l'avoir occupé sans interruption de septembre 1994 à septembre 2007.

## Biographie
L'association de Terry Ryan avec la franchise des Twins du Minnesota députe en 1972 alors que l'étudiant du Parker High School de Janesville, dans le Wisconsin, est choisi par le club au 35e rang du repêchage des joueurs amateurs. Ryan, un lanceur gaucher, joue au baseball en ligues mineures avec des clubs affiliés aux Twins de 1973 à 1976, plafonnant au niveau Double-A.
Il s'inscrit à l'université du Wisconsin à Madison d'où il ressort en 1979, diplôme en éducation physique en poche. En 1980, il est engagé par les Mets de New York de la Ligue majeure de baseball comme dépisteur et est à leur emploi durant 6 ans. En janvier 1986,, les Twins du Minnesota l'engagent comme directeur du recrutement.
Ryan est promu vice-président  le 23 septembre 1991, puis  directeur-gérant des Twins le 13 septembre 1994, succédant à Andy MacPhail, qui venait d'accepter un poste similaire chez les Cubs de Chicago. En 2001, il refuse une offre des Blue Jays de Toronto, qui voulait en faire leur directeur-gérant, et reste au Minnesota. Après 12 saisons à diriger les destinées des Twins du deuxième étage, Ryan quitte ses fonctions le 13 septembre 2007, pour cause d'épuisement professionnel. Son assistant, Bill Smith, le remplace mais Ryan demeure à l'emploi de la franchise dans un rôle de conseiller. Le 7 novembre 2011, le propriétaire des Twins Jim Pohlad congédie Smith et replace Ryan dans le fauteuil du directeur-gérant, mais sur une base intérimaire,. En octobre 2012, la notion d'intérim disparaît de son titre officiel et il est officiellement, pour la seconde fois, le directeur-gérant de l'équipe.
La franchise des Twins connaît des hauts et des bas durant l'ère, très longue, de Terry Ryan. Trois ans après un triomphe en Série mondiale 1991, l'équipe est en chute libre lorsque Ryan prend les commandes. Minnesota ne connaît aucune saison gagnante de 1993 et 2000. Le club renoue avec le succès en 2001 en gagnant 85 matchs, seize de plus que l'année d'avant. Trois titres de la section Centrale de la Ligue américaine suivent de 2002 à 2004. De 2002 à 2010, les Twins présentent une fiche victoires-défaites positive 9 fois en 10 saisons et terminent six fois en tête de leur division. Ces 6 qualifications pour les séries éliminatoires ne se traduisent cependant pas par des succès : le club n'atteint qu'une seule fois la Série de championnat de la Ligue américaine (en 2002, une défaite contre Anaheim) et est 5 fois éliminé en Série de divisions. Les Twins ne gagnent que 6 matchs d'après-saison sur 21 durant cette décennie. Les années 2011 à 2014 sont passées à développer une pépinière de jeunes joueurs prometteurs : les Twins ont en 2014 et 2015 l'un des deux plus riches réseaux de clubs affiliés en ligues mineures avec les Cubs de Chicago,, mais les performances du club majeur sont médiocres avec des saisons de 99, 96, 96 et 92 défaites, respectivement.

### Transactions notables
L'un des échanges les plus notables réalisés par Terry Ryan passe inaperçu mais rapporte gros : le 13 décembre 1999, il acquiert des Marlins de Miami un jeune lanceur gaucher du nom de Johan Santana, en retour d'un obscur joueur de ligues mineures appelé Jared Camp. Santana joue pour les Twins de 2000 à 2007, est le pilier de la rotation de lanceurs partants du club et l'un de meilleurs de la ligue à partir de 2002 et remporte deux fois le trophée Cy Young du meilleur lanceur de la Ligue américaine. 
Une autre transaction notable réalisée par Ryan survient le 14 novembre 2003 lorsqu'il cède aux Giants de San Francisco le receveur A. J. Pierzynski contre les lanceurs droitiers Boof Bonser et Joe Nathan et le lanceur gaucher Francisco Liriano. Pierzynski ne fait que passer à San Francisco avant de connaître le succès chez les White Sox de Chicago mais les Twins ont la main heureuse avec Liriano et surtout Nathan, l'un des meilleurs stoppeurs du baseball durant une dizaine d'années, dont 7 saisons au Minnesota.
L'échange du joueur vedette Chuck Knoblauch aux Yankees de New York avant la saison 1998 a aussi son importance dans le processus de reconstruction du club, qui mène au succès au début des années 2000. Célébré pour l'acquisition du jeune David Ortiz des Mariners de Seattle en août 1996 en échange joueur de troisième but Dave Hollins, Ryan est en revanche critiqué pour ne pas avoir offert de contrat à Ortiz après la 2002. Celui-ci quitte pour les Red Sox de Boston et devient un joueur majeur de cette franchise. 
En mars 2010, les Twins accordent un contrat à long terme à leur  étoile Joe Mauer : 8 ans et 184 millions de dollars, la somme la plus élevée jamais accordée à un receveur. Après la saison 2014, Ryan congédie le manager Ron Gardenhire, qui dirigeait le club depuis 13 ans, et le remplace un peu plus tard par l'ancien joueur des Twins Paul Molitor.